# Ludovico Podocathor
Ludovico Podocathor, dit le cardinal de Capaccio ou encore le cardinal de Nicosia (né à Nicosia, Chypre, en 1429, et mort à Milan le 25 août 1504) est un cardinal italien d'origine grecque de la fin du XVe siècle et du début du XVIe siècle.

## Biographie
Ludovico Podocathor étudie le grec, le latin, la philosophie et la médecine. Il est recteur de l'université de Padoue, abbreviatore di parco minore dans le pontificat du pape Sixte IV et secrétaire et médecin du cardinal Rodrigo de Borja, le futur pape Alexandre VI. En 1483 il est nommé évêque de Capaccio. Podocathor est appelé à Rome par le pape Innocent VIII pour devenir médecin et secrétaire du pape. 
Podocathor est créé cardinal par le pape Alexandre VI lors du consistoire du 28 septembre 1500. Il est secrétaire des brefs apostoliques et de la signature apostolique et abbé commendataire de  San Gallo de Moggio dans l'archidiocèse d'Aquilée. En 1503, il est promu archevêque de Bénévent, mais n'occupe jamais la poste et est nommé administrateur en 1504. Sa riche collection de livres est héritée par son neveu Livio Podocathor, évêque de Nicosia, et fait maintenant partie de la Biblioteca Marciana à Venise.
Le cardinal Podocathor participe aux conclaves de 1503 (élection de Pie III et de Jules II).